# بول جاي غريفيثز
بول جاي غريفيثز (بالإنجليزية: Paul J. Griffiths)‏ هو أستاذ جامعي ومؤلف وفيلسوف بريطاني وأمريكي، ولد في 1955 في إنجلترا في المملكة المتحدة.